# Brachystelma recurvatum
Brachystelma recurvatum är en oleanderväxtart som beskrevs av P.V. Bruyns. Brachystelma recurvatum ingår i släktet Brachystelma och familjen oleanderväxter. Inga underarter finns listade i Catalogue of Life.